# Parnassius glacialis
Parnassius glacialis — дневная бабочка семейства Парусники (Papilionidae).

## Описание

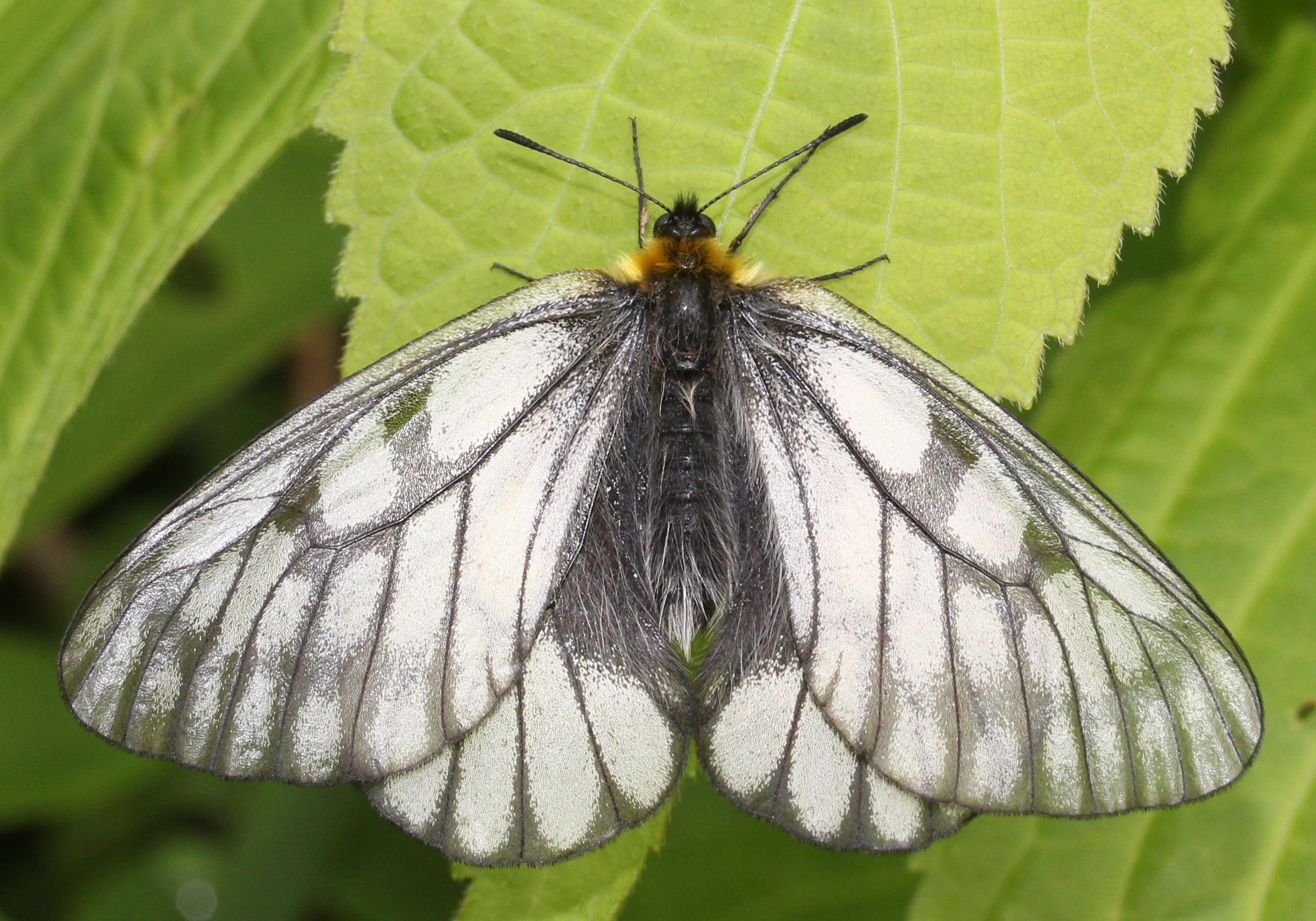

Крупные бабочки: рамах крыльев самцов 64-67 мм, самок 65-68 мм. Основой фон крыльев — белый. На переднем крыле имеется два теневых пятна — одно расположено в центре. Эти оба пятна соединены друг с другом темным напылением вдоль жилок. Прикорневое затемнение на заднем крыле обширного размера, ярко-черного цвета.

## Ареал
Япония (Хоккайдо, Хонсю, Сикоку), Корейский полуостров, Восточный Китай (Хубэй, Шаньдун, Цзянсу, Аньхой, Чжэцзян), возможно Приморский край России.

## Биология

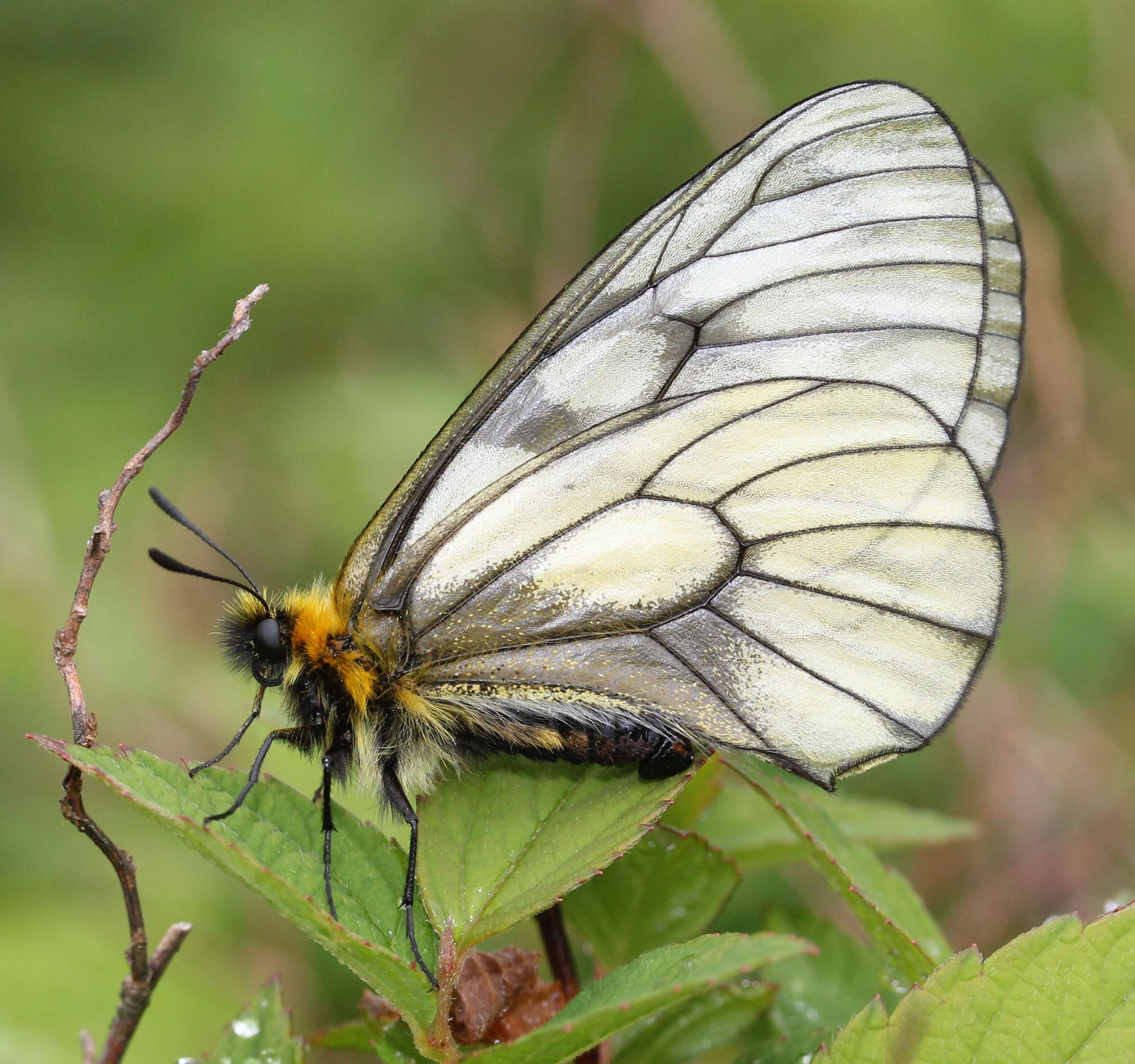

Развивается в одном поколении. Время лёта: конец мая — июнь. Бабочки более активны только в солнечную погоду. Самки нередко сидят в траве, а будучи напуганными — резко взлетают и перелетают на расстояния до 100 метров. Бабочки летают медленно, часто планируют, присаживаясь на различные цветущие растения. Посещают крупные цветки растений. Гусеницы кормятся на хохлатках: Corydalis incisa, C. ambigua, C. decumbens, C. remota, а также Aristolochia debilis.

## Подвиды
- Parnassius glacialis anachoreta Bryk 1936
- Parnassius glacialis aomoriensis Eisner, 1939
- Parnassius glacialis citrinarius Motschulsky, 1866
- Parnassius glacialis clathratus Bryk, 1914
- Parnassius glacialis geisha Bryk & Eisner, 1932
- Parnassius glacialis hokkaidensis Bryk & Eisner, 1932
- Parnassius glacialis janine Eisner, 1963
- Parnassius glacialis kyotonis Matsumura, 1937
- Parnassius glacialis mikado Bryk & Eisner, 1932
- Parnassius glacialis naganoensis Bryk & Eisner, 1932
- Parnassius glacialis noguchii Arakawa, 1936
- Parnassius glacialis shikokuensis Nakahara, 1935
- Parnassius glacialis sinicus Bryk, 1932
- Parnassius glacialis sympleetus Bryk, 1914
- Parnassius glacialis sulphurus Antram, 1924
- Parnassius glacialis tajanus Bryk, 1932